# Drosophila (Siphlodora)
Drosophila (Siphlodora) Patterson & Mainland, 1944, è un sottogenere di insetti del genere Drosophila (Diptera: Drosophilidae), comprendente due sole specie esclusive del continente americano.

## Sistematica
Siphlodora è stato definito da Patterson e Mainland nel 1944. I due Autori descrissero una nuova specie, D. subsigmoides, e la classificarono nel nuovo sottogenere Siphlodora insieme a D. flexa e D. sigmoides, descritte nell'Ottocento da Loew. In seguito, la specie descritta da Patterson & Mainland fu ridotta a sinonimo minore di D. flexa da Wheeler (1957).
L'attuale tassonomia del sottogenere prevede perciò la suddivisione in due specie:
- D. flexa Loew, 1866. Sinonimi: D. subsigmoides Patterson & Mainland, 1944
- D. sigmoides Loew, 1872

L'olotipo del sottogenere è rappresentato da D. sigmoides.

## Descrizione
Gli elementi diagnostici per il sottogenere Siphlodora sono stati definiti da Patterson & Mailand (1944) e successivamente ampliati da Vilea & Bächli (2000).
I Siphlodora hanno corpo bruno-giallastro, antenne con arista provvista di otto rami, peli acrosticali allineati su sei file, setole prescutellari ben sviluppate, addome bruno opaco, ottavo sternite dell'addome con ampio ovopositore, ricettacolo ventrale più o meno arricciato, uova provviste di due filamenti. L'elemento diagnostico più evidente, secondo Vilea & Bächli, si riscontra nella nervatura alare, con la forma a S della vena trasversa medio-cubitale, carattere più accentuato nei maschi.
Le due specie si differenziano fondamentalmente, oltre che per l'habitat e l'areale, per l'aspetto dell'ala. In particolare, l'ala di D. sigmoides presenta una leggera pigmentazione scura nella metà anteriore, mentre quella di D. flexa è più uniformemente chiara. Differenze si hanno inoltre nelle pigmentazioni più scure della membrana in prossimità dell'apice dei rami della radio e della media (R2+3 e R4+5 e M1): in D. flexa, queste pigmentazioni sono ampie e di forma rotondeggiante, in particolare le due anteriori, mentre in D. sigmoides sono più strette e di forma triangolare.

## Biologia
Gli adulti dei Siphlodora sono poco attratti dalle trappole innescate con frutta, a differenza della generalità delle drosofile. La biologia delle due specie è associata a due diverse graminacee ma con evidenti analogie nell'etologia.
D. flexa è strettamente associata al mais. Uova e pupari si rinvengono nelle spighette delle infiorescenze maschili (pennacchi). Rara è invece la presenza di queste drosofile negli stimmi delle spighe femminili. Analogo comportamento si riscontra in D. sigmoides, che è invece associata alla specie Tripsacum dactyloides, le cui infiorescenze, a differenza di Z. mays, sono composte da fiori ermafroditi. I siti di ovideposizione e di ritrovamento dei pupari, messi in relazione con la biologia fiorale delle piante ospiti, fanno ritenere che il polline di queste graminacee costituisca la base alimentare per lo sviluppo larvale.
Le conoscenze finora acquisite si limitano a deduzioni dall'analisi dei campioni e ad un riesame della letteratura prodotta in precedenza. Non si hanno informazioni in merito al ciclo e restano aperti alcuni dubbi: in particolare, la stretta relazione della biologia di queste drosofile con il ciclo fenologico delle due graminacee, per quanto sia ormai inconfutabile, non spiega il comportamento di queste specie nel corso del resto dell'anno, in assenza del polline dei loro ospiti. Vilela & Bächli indicano, come possibili adattamenti, la polifagia o lo svernamento, tuttavia tali ipotesi richiedono ulteriori studi per poter essere formulate. Un aspetto interessante è l'assenza di drosofile del sottogenere Siphlodora nelle coltivazioni di mais degli Stati Uniti: a causa, probabilmente, delle esigenze termiche di D. flexa, la specie neotropicale non riesce a colonizzare questi ambienti, mentre, per ragioni non conosciute, D. sigmoides non ha alcuna relazione con il mais.
Una prospettiva formulata da Vilea & Bächli, infine, è che l'approfondimento dello studio di D. flexa e dei suoi ospiti vegetali potrebbe fornire informazioni utili alla ricostruzione storica della domesticazione del mais.

## Distribuzione
Le due specie occupano areali distinti ma quasi contigui del continente americano. D. flexa è una specie tipicamente termofila, adattata ad ambienti tropicali ed è assente alle alte latitudini e ad alta quota, D. sigmoides è invece una specie termofila adattata ad ambienti temperati caldi o subtropicali.
L'olotipo D. flexa, descritto da Loew (1866), è un esemplare maschile proveniente da Cuba, ma a seguito della segnalazione in novanta siti, circa, è accertato che la specie ha un'ampia distribuzione neotropicale ed è diffusa in Messico, nell'America Centrale, nei Caraibi e nel Sudamerica fino all'Argentina. La specie non è segnalata in Cile e Perù, ma secondo Vilela & Bächli (2000) è possibile che possa essere presente anche sulle Ande almeno a bassa quota, data l'ampia diffusione delle coltivazioni di mais. Piuttosto confuso è il limite settentrionale dell'areale di questa specie: le aree montane del Messico si collocano infatti al confine fra le due ecozone ed ecosistemi differenti presenti in questa regione si posizionano alternativamente nel Neartico e nel Neotropico. D. flexa potrebbe perciò essere presente anche nella regione neartica, come segnalato nel BioSystematic Database of World Diptera, tuttavia non vi sono elementi che possano accertare indubbiamente questa tesi. In accordo con Wheeler (1957), Vilea & Bächli (2000) convengono nella definizione convenzionale di specie esclusivamente neotropicale.
D. sigmoides ha invece una distribuzione neartica ed è presente solo negli Stati Uniti d'America. Il suo areale si estende dal Texas fino alle regioni atlantiche (Alabama, Carolina del Sud).